# Сан Мартино (Пескара)
Сан Мартино (итал. San Martino) је насеље у Италији у округу Пескара, региону Абруцо.
Према процени из 2011. у насељу је живело 28 становника. Насеље се налази на надморској висини од 179 м.